# Niman
Il Niman (in russo  Ниман?) è un fiume dell'Estremo oriente russo, affluente di destra della Bureja nel bacino dell'Amur. Scorre nel Verchnebureinskij rajon del Territorio di Chabarovsk e nel Selemdžinskij rajon dell'Oblast' dell'Amur.
Ha origine dai monti Ėzop e scorre dapprima con direzione sud-occidentale, 
La lunghezza del fiume è di 353 km, l'area del suo bacino è di 16 500 km². Principali affluenti: Akišma, Kivili, Yn (destra), Nimakan (sinistra).
Lungo il suo corso medio il fiume segna confine amministrativo tra la regione dell'Amur e il territorio di Chabarovsk.